# Victoria Westberg
Victoria Wilhelmina Gustafva Westberg, född 14 maj 1859 i Malmö, död 22 december 1941 i Stockholm, var en svensk konsthantverkare, grafiker, tecknare, målare och tavelrestaurator. 
Hon var dotter till listfabrikören Gustav Laurentius Westberg och Susanna Emilie Marbac-Jaekel. Westberg studerade målning för Edvard Perséus och Johan Kindborg vid Konstakademien i Stockholm och under resor i Italien där hon studerade i Rom 1892–1893 och för Filiberto Petri 1896–1897 samt två år i Amerika där hon samtidigt utförde där ett flertal porträtt som beställningsarbeten. I Malmö utförde hon ett stort antal porträtt för släkterna Zadig och Danekwardt-Lillieström och var en av de tongivande svenska kotterikonstnärerna i slutet av 1800-talet. Hon delade sin sommarateljé vid den romerska campingen på Öland med Per Ekström, Gustaf Malmqvist och Ragnar Österberg. Hon drev under några år en målarskola i Stockholm tillsammans Elisabeth Räff och under flera årtionden tillsammans med konstnärskollegan Agda Næsman-Nordström en privat målarskola på Mäster Samuelsgatan i Stockholm och hon hjälpte till att starta lokala målarskolor på olika platser i Sverige. Hennes konst består av porträtt, stämningslandskap ofta med motiv Gotland och Öland samt  Stockholmsskildringar huvudsakligen utförda i akvarell eller pastell som konsthantverkare utförde hon några arbeten för Rörstrands porslinsfabrik samt komponerade mindre skulpturer. Westberg finns representerad vid Malmö museum. Hon signerade sina arbeten med Vic. West. Victoria Westberg är begravd på Solna kyrkogård.